# Karl Heinrich Stephan von Block
Karl Heinrich Stephan von Block (* 1. Juli 1781 in Berlin; † 18. Januar 1839 ebenda) war ein preußischer Generalleutnant und zuletzt Kommandierender General des II. Armee-Korps ad Interim.

## Leben

### Herkunft
Seine Eltern waren der preußische Oberst, Chef des 2. Artillerie-Regiments und Ritter des Ordens Pour le Mérite Johann Carl Friedrich von Block (1735–1797) und dessen Ehefrau Charlotte Magdalene Amalie, geborene von Forestier (* 1756; † 3. August 1808).

### Militärkarriere
Schon als Kind folgte Block 1792 seinem Vater auf das Schlachtfeld. Der General Ludwig Karl von Kalckstein wollte ihn gleich als Junker in sein Regiment aufnehmen. Aber er sollte zunächst bei seinen Eltern bleiben. Am 2. April 1794 kam Block als Gefreitenkorporal in das Infanterieregiment „von Kalckstein“, wofür eine Sondergenehmigung durch den preußischen König Friedrich Wilhelm II. notwendig war. Eigentlich sollte er auch jetzt noch zu Hause verbleiben, aber er setzte sich durch und während des Ersten Koalitionskrieges stand er 1794/95 am Rhein. Block wurde am 12. Juli 1794 Portepeefähnrich und am 10. Oktober 1795 Fähnrich. Als Sekondeleutnant folgte am 2. Februar 1801 seine Versetzung in das Infanterieregiment des Herzogs von Braunschweig. Während seiner Freizeit studierte Block viel und nahm auch am Unterricht bei Scharnhorst teil. Am 26. September 1805 kam er als Generaladjutant zum Herzog von Braunschweig. Während des Vierten Koalitionskrieges wurde er Adjutant des Herzogs. Block kämpfte im Gefecht bei Sandau und geriet bei Lübeck in Gefangenschaft. Er wurde auf Ehrenwort entlassen und ging nach Prenzlau, wo er sich in Annenwalde in der Uckermark ein Landhaus kaufte und sich im Landbau versuchte. Der Herzog fand ihn dort und schickte ihn als Kurier zum König nach Königsberg.
Nach dem Frieden von Tilsit wurde Block am 5. Februar 1808 dem Regiment Garde zu Fuß aggregiert. Dort wurde er am 21. März 1808 Premierleutnant und am 12. November 1808 einrangiert. In der Zwischenzeit schrieb er den Aufsatz Vervielfältigung der bisher einzeln üblichen Flintenschüsse und erhielt dafür am 9. Juli 1808 ein Dankschreiben des Königs. Bereits am 12. Juni 1809 stieg er zum Stabshauptmann auf, am 29. April 1811 wurde er Hauptmann und Kompaniechef im Füsilier-Bataillon der Garde. Am 3. April 1812 erhielt er die Beförderung zum Major und am 19. Mai 1812 wurde er zum Kommandeur des Füsilier-Bataillons ernannt. In den Befreiungskriegen kämpfte Block bei Großgörschen, Leipzig und Paris. Bei Großgörschen wurde er schwer am Oberschenkel verletzt, am 8. Dezember 1813 wurde er zum Oberstleutnant mit Patent vom 2. Dezember 1813 befördert. Dazu erhielt er am 19. Mai 1813 das Eiserne Kreuz II. Klasse für Großgörschen. Am 1. April 1814 wurde er zum Kommandeur des 1. Garde-Regiments zu Fuß ernannt und für Paris bekam er das Eiserne Kreuz I. Klasse. Schon am 31. Mai 1815 wurde er zum Oberst (Patent vom 3. Juli 1815) befördert.
Nach dem Krieg wurde Block am 7. Februar 1816 Inspekteur des Garde- und Grenadier-Landwehr, dazu erhielt er am 13. März 1816 eine Zulage von 900 Talern. Am 18. April 1817 wurde er in das 1. Garde-Regiment aggregiert. Für seine Leistungen bekam er am 18. Januar 1818 den Roten Adlerorden III. Klasse und im selben Jahr das Ritterkreuz des Militär-Maria-Theresien-Ordens und den Militär-Karl-Friedrich-Verdienstorden. Am 3. April 1820 erhielt er die Beförderung zum Generalmajor mit Patent vom 22. April 1820. Kurz danach, am 1. Mai 1820, wurde er Kommandeur der 1. Garde-Landwehr-Brigade. Am 18. Januar 1828 erhielt er den Roten Adlerorden II. Klasse mit Eichenlaub. Ab dem 8. Dezember 1830 war Block mit der Führung der 11. Division beauftragt. Am 30. März 1832 folgte die Ernennung zum Divisionskommandeur. Am 18. Januar 1833 erhielt er den Stern zum Roten Adlerorden II. Klasse mit Eichenlaub und am 30. März 1835 die Beförderung zum Generalleutnant. Am 9. September 1835 erhielt er den Roten Adlerorden I. Klasse mit Eichenlaub und dazu am 30. September 1835 auch den Russischen Weißen-Adler-Orden II. Klasse. Am 30. März 1838 wurde er zum Kommandierenden General des II. Armee-Korps ad Interim ernannt, bevor er am 18. Januar 1839 in Berlin starb und am 21. Januar 1839 auf dem Garnisonfriedhof beigesetzt wurde.

### Familie
Block heiratete am 14. Februar 1803 in Ringenwalde Karoline Wilhelmine Henriette von Ahlimb (* 4. Februar 1781; † 16. Oktober 1823). Das Paar hatte mehrere Kinder:
- Karoline Amalie Ottilie Adolfine Auguste (* 5. Juli 1803), Hofdame der Prinzessin Karl von Preußen
- Amalie Christiane Wilhelmine Leopoldine (* 5. Mai 1805; † 18. Juli 1830)
- Wilhelm Karl August Otto (* 9. Januar 1807; † 13. Januar 1808)
- Egmont (* 7. Juli 1810), Major a. D. ⚭ Wilhelmine Marie von Werder (* 14. September 1817; † 20. Oktober 1849)
- August (* 1812; † 13. Juli 1816)
- Friedrich (* 1. August 1813)
- Friedrich (* 13. August 1816; † 15. Oktober 1838), Sekondeleutnant im 1. Garde-Regiment
- Hugo (1818–1897), preußischer Generalmajor ⚭ Luise von Bülow (* 27. November 1827)
- Emma (* 11. Oktober 1819)
- Karl (* 12. September 1821; † 6. Mai 1827)

Nach dem Tod seiner ersten Frau heiratete er am 1. November 1825 in Zepernick die Freiin Juliane Wilhelmine von Seckendorff (* 1783; † 4. April 1857), Witwe des Generalleutnants Graf Heinrich von der Goltz. Auch sie wurde auf dem Garnisonfriedhof beigesetzt.